# Geronimo Allison
Geronimo John Allison (geboren am 18. Januar 1994 in Tampa, Florida) ist ein amerikanischer American-Football-Spieler. Er spielte in der National Football League (NFL) für die Green Bay Packers und die Detroit Lions als Wide Receiver, zurzeit steht er bei den Atlanta Falcons unter Vertrag.

## Frühe Jahre
Allison ging auf eine Highschool in Riverview, Florida. Im College Football spielte Allison zuerst für das Iowa Western Community College und wechselte 2015 an die University of Illinois at Urbana-Champaign.

## NFL
Im NFL Draft 2016 wurde er nicht ausgewählt, unterschrieb aber im Anschluss am 6. Mai 2016 als Free Agent einen Vertrag bei den Green Bay Packers. Nachdem er zuerst nur für das Practice Squad vorgesehen wurde, wurde er im Oktober 2016 in das aktive Kader befördert. In Woche 8 der Saison konnte er schließlich sein NFL-Debüt gegen die Atlanta Falcons feiern. In diesem Spiel erzielte er euch seinen ersten Touchdown. Die Saison schloss er mit 16 Receptions und zwei Touchdowns ab.
In der Saison 2017 wurde er für das erste Spiel gesperrt, nach dem gegen die Anti-Doping-Regeln der NFL verstoßen hatte. Er hatte vorher Marihuana konsumiert und war verhaftet worden. Im Verlauf der Saison fing er 23 Pässe mit denen er insgesamt 253 Yards Raumgewinn aber keinen Touchdown erzielen konnte.
Nachdem er gut in die Saison 2018 gestartet war (19 Receptions, 289 Yards, 2 Touchdowns)  erlitt er im Spiel gegen die Washington Redskins in Woche 4 eine Gehirnerschütterung und konnte erst in Woche 8 wieder zum Einsatz kommen. Im November des gleichen Jahres musste er sich zudem einer Leisten-Operation unterziehen.
Wie auch für die vorhergegangene wurde sein Vertrag für die Saison 2019 erneut um ein Jahr verlängert.
Im März 2020 nahmen die Detroit Lions Allison unter Vertrag. Wegen der COVID-19-Pandemie in den Vereinigten Staaten setzte er die Saison 2020 aus. Allison wurde nicht für den 53-Mann-Kader der Lions für die Saison 2021 berücksichtigt und somit am 31. August 2021 entlassen. Am 15. September 2021 nahmen sie ihn für ihren Practice Squad wieder unter Vertrag. Er kam in drei Spielen zum Einsatz, blieb dabei aber ohne größere Rolle. Nach Saisonende trennten die Lions sich von Allison.
Im Mai 2022 nahmen die Atlanta Falcons Allison nach einem Probetraining unter Vertrag.